# Muscă (insectă)

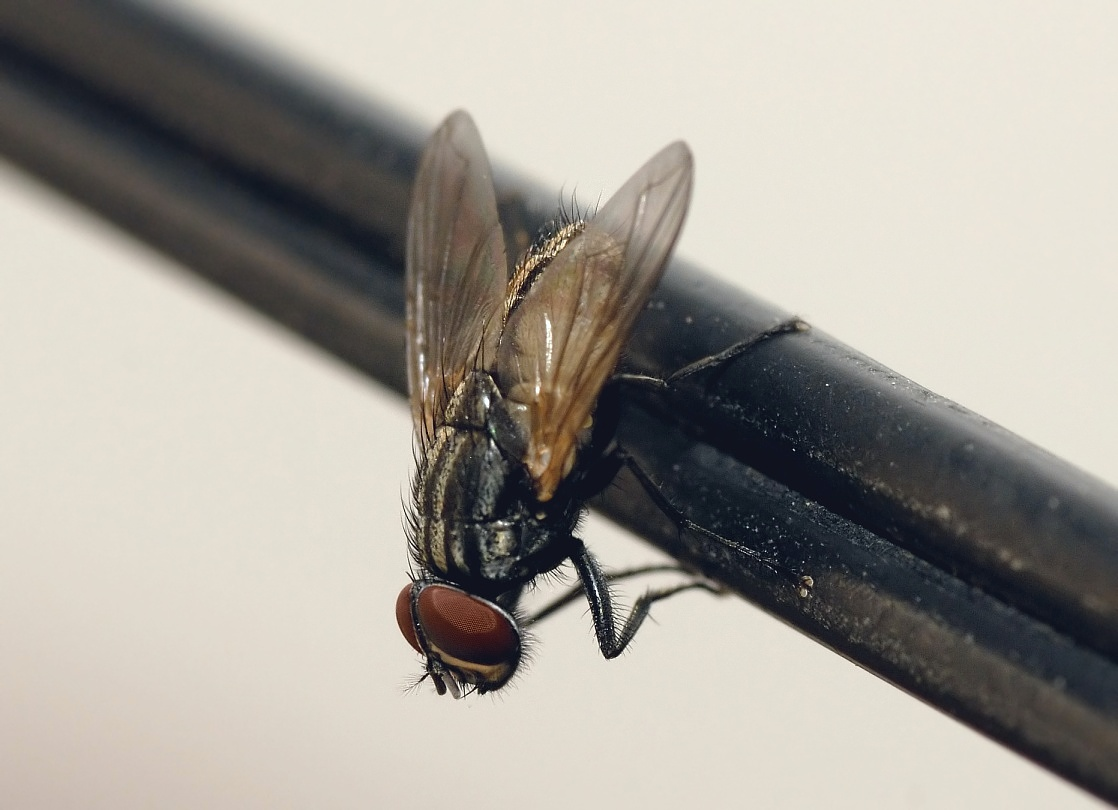
Musca domestică

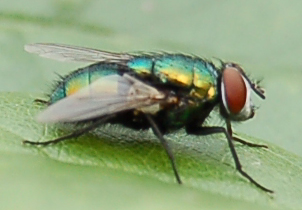
Muscă verde

Muștele sunt un grup de insecte din ordinul Diptera (termen provenit din greacă, di = doi / două și pteron = aripă), subordinul Brachycera, care posedă doar o pereche de aripi pe torace. A doua pereche de aripi este transformată în haltere sau trohantere cu rol în echilibru. 
Prezența unei singure perechi de aripi este esențială pentru distingerea muștelor adevărate de cele "false" sau de cele cu care sunt adesea confundate. Unele dintre muștele adevărate, în special cele din suprafamilia Hippoboscoidea au doar o pereche de aripi, neavând elitre.
Termenul „muscă” este ambiguu în limba română (și alte limbi romanice) și se referă în general la insectele din ordinul Diptera, subordinul Brachycera. El provine din latină, de la cuvântul musca, care în prezent desemnează în principal un gen (Musca), care cuprinde și Musca domestica.